# Juan de Torquemada
Juan de Torquemada (Valladolid, 1388 - Roma, 26 de Setembre de 1468), o Johannes de Turrecremata, va ser un cardenal castellà.
Va entrar molt jove en l'Orde dels Predicadors, on ràpidament es va distingir per la capacitat d'aprenentatge i devoció religiosa. El 1415 va acompanyar el Mestre General de la seva orde al Concili de Constança, seguint cap a París per a estudiar i on va obtenir el doctorat el 1423. Després d'alguns anys ensenyant en la Universitat de París, va ser triat com el primer prior del Convent de Valladolid i més tard va exercir el mateix càrrec a Toledo.
Torquemada va participar en el Concili de Basilea, Ferrara i Florència (1431-1449) com a representant de la seva Orde i del Rei de Castella. Va ser un dels més brillants partidaris de la Cúria Romana, per la qual cosa va ser recompensat amb el lloc de Mestre del Sant Palau i posteriorment va ser nomenat Cardenal, el 1439. Va ser nomenat pel Papa Eugeni com a encarregat de diverses missions a Alemanya i França, abans d'establir-se a la cúria romana. Va donar suport a la política de les Croades, defensada pel Papa, així com a la reforma de les cases religioses i del primat del Papa.
També va defensar els conversos de Toledo contra les acusacions que no eren cristians veritables. (Juan de Torquemada era oncle de l'inquisidor, Tomás de Torquemada.
Va participar en l'elecció de 4 papes, havent donat el vot decisiu en l'elecció de papa Nicolau V (1447-1455). Va morir a Roma i està enterrat en l'Església de Santa Maria sopra Minerva.

## Conclaves
- Conclave de 1447 – va participar de l'elecció del Papa Nicolau V.[1]
- Conclave de 1455 – va participar de l'elecció del Papa Calixt III.
- Conclave de 1458 - va participar de l'elecció del Papa Pius II.
- Conclave de 1464 - va participar de l'elecció del Papa Pau II.

## Obres
Les seves principals obres van ser:
- Meditationes, seu Contemplationes devotissimae (Roma, 1479)[4]
- In Gratiani Decretum commentarii (4 vols., Venècia, 1578)
- Expositio brevis et utilis super toto psalterio (Mainz, 1474)
- Quaestiones spirituales super evangelia totius anni (Brixen, 1498)
- Summa ecclesiastica (Salamanca, 1550) [o Summa de ecclesiastica potestate]

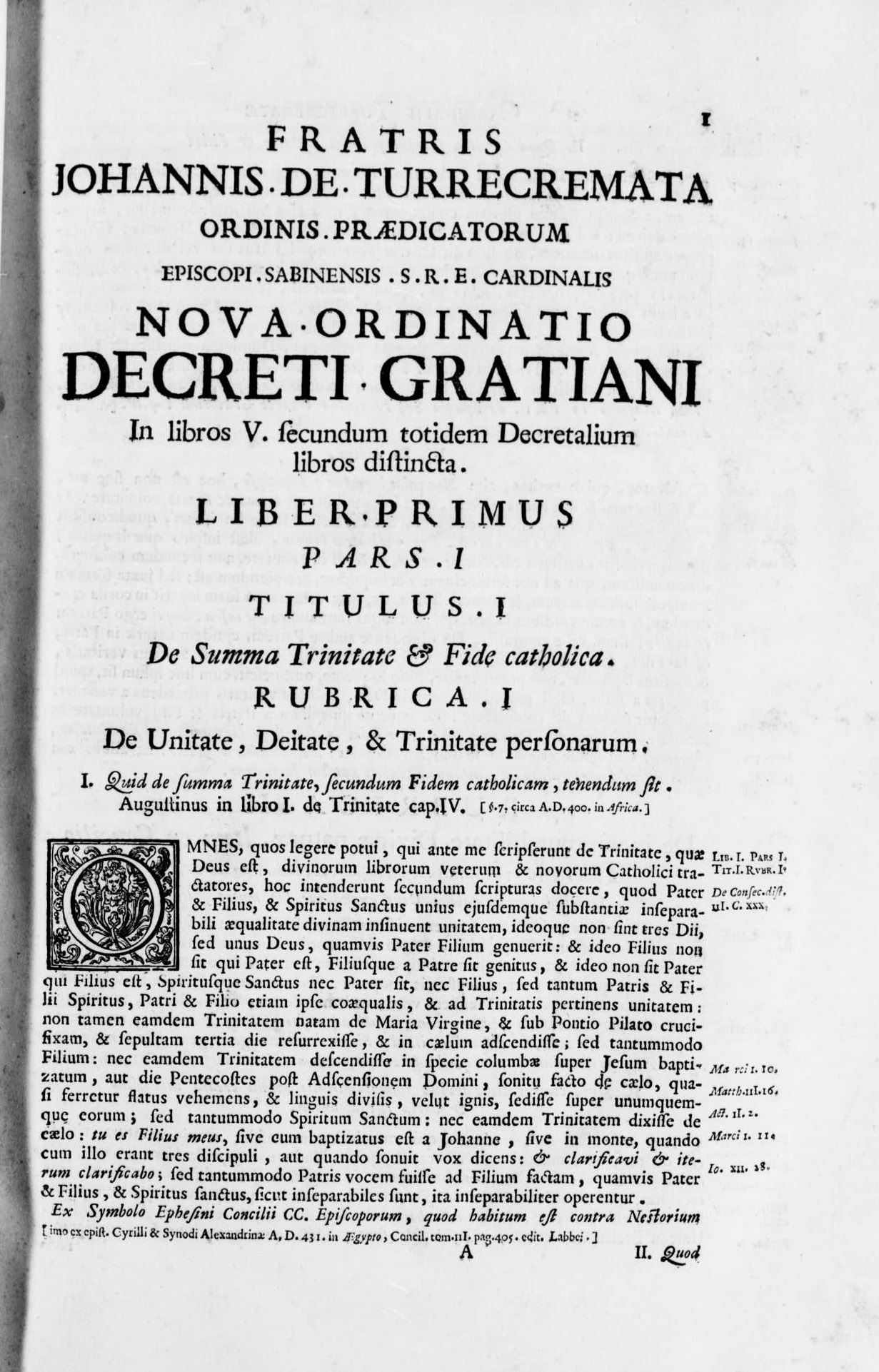
Decretum Gratiani, 1727